# ميتال سلج 7
ميتال سلج 7 (بالإنجليزية: Metal Slug 7)‏ (باليابانية: メタルスラッグ 7) ، هي الجزء السابع والأخير من سلسلة ميتال سلج الرئيسية، صدرت سنة 2008م، وتعمل على أنظمة تشغيل كل من نينتندو دي إس و إكس بوكس لايف آركيد وبلاي ستيشن بورتبل.

## وصلات خارجية
- Japanese Official Site of Metal Slug 7
- Japanese Official Site of Metal Slug XX